# Эннесли, Артур, 1-й граф Англси
Артур Эннесли, 1-й граф Англси (англ. Arthur Annesley, 1st Earl of Anglesey; 10 июля 1614 — 6 апреля 1686) — англо-ирландский государственный деятель-роялист.

## Ранний период жизни
Родился 10 июля 1614 года в Дублине, Ирландия. Старший сын Фрэнсиса Эннесли, 1-го виконта Валентии (ок. 1585—1660), и его первой жены Дороти Филиппс (? — 1624), дочери сэра Джона Филиппса из Касл-Пиктона. Он получил образование в колледже Магдалины в Оксфорде, который окончил в 1634 году, получив степень бакалавра искусств. В 1634 году он был принят в Линкольнс-Инн. Совершив гран-тур, он вернулся в Ирландию; и будучи нанятым парламентом на миссию к герцогу Ормонду, теперь доведенному до крайности, он сумел заключить с ним договор 19 июня 1647 года, тем самым обезопасив страну от полного подчинения мятежникам. В апреле 1647 года он был избран в Палату общин Англии от Радноршира.
Он поддерживал парламентариев против республиканской или армейской партии и, возможно, был одним из членов, исключенных в ходе чистки Прайда в 1648 году, хотя некоторые источники утверждают, что это не так. Однако он поддерживал Оливера Кромвеля, хотя в то время Кромвель не был столь могущественен, каким он позже станет как лорд-протектор, поскольку армия Новой модели находилась под командованием лорда Фэрфакса. Его преданность Кромвелю, возможно, позволила ему сохранить свое место в парламенте после событий 1648 года. Он заседал в парламенте Ричарда Кромвеля в качестве члена парламента от города Дублин и пытался занять свое место в восстановленном парламенте Охвостья 1659 года. Он был назначен президентом Государственного совета в феврале 1660 года, а в парламенте Конвента заседал от Кармартена. Анархия последних месяцев Протектората обратила его в сторонника короля, и он проявил большую активность в осуществлении Реставрации Стюартов в Англии. Он использовал свое влияние для смягчения мер мести и насилия, и, заседая в суде над цареубийцами, был на стороне снисходительности. Он был приведен к присяге Тайного совета 1 июня.
22 ноября 1660 года после смерти своего отца Артур Эннесли унаследовал титулы 2-го виконта Валентия в графстве Керри (Пэрство Ирландии), 2-го барона Маунтнорриса из Маунтнорриса в графстве Арма (Пэрство Ирландии) и 2-го баронета Эннесли из Маунтнорриса в графстве Арма (Баронетство Ирландии).
20 апреля 1661 года он получил титул барона Эннесли из Ньюпорт-Пагнелла в Бакингемшире (Пэрство Англии) и 1-го графа Англси (Пэрство Англии), став членом Палаты лордов Англии.
Лорд Англси занимал должность вице-казначея с 1660 по 1667 год, служил в комитете по выполнению декларации об урегулировании Ирландии и в комитете по ирландским делам, а позже, в 1671—1672 годах, он был ведущим членом различных комиссий, назначенных для расследования работы Актов об урегулировании. В феврале 1661 года он получил звание капитана кавалерии, а в 1667 году он обменял свой пост вице-казначея Ирландии с сэром Джорджем Картеретом на должность казначея военно-морского флота.

## Поздние годы

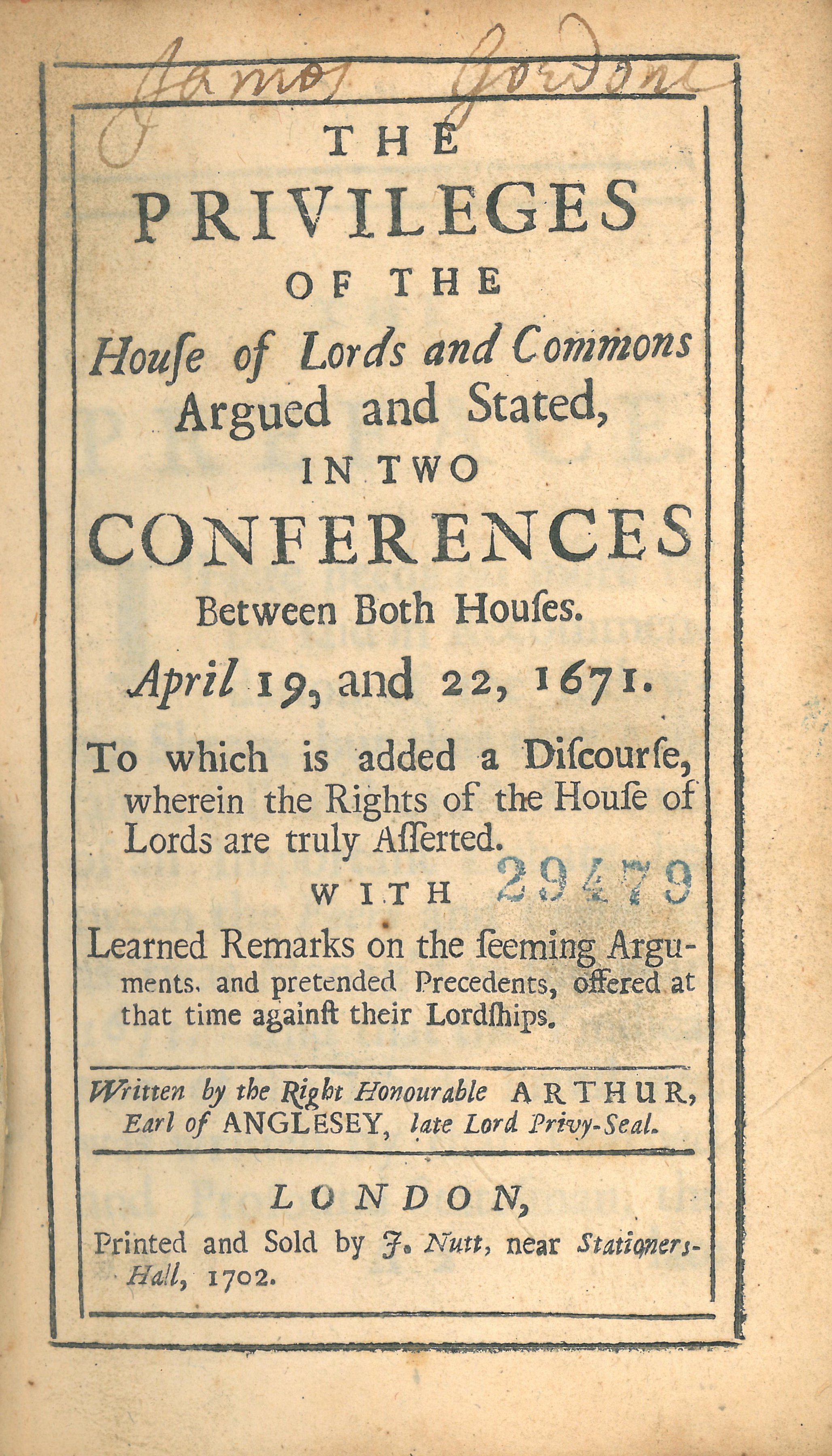
Титульный лист памфлета Англси The Privileges of the House of Lords and Commons (1702).

Его публичная карьера была отмечена большой независимостью и верностью принципам. 24 июля 1663 года он один подписал протест против Акта о поощрении торговли, заявив, что из-за свободного вывоза монет и слитков, разрешенного актом, и из-за того, что импорт иностранных товаров превышает экспорт отечественных, «из этого обязательно следует… что наше серебро также будет увезено в чужие края, и вся торговля прекратится из-за нехватки денег». Он особенно не одобрял другой пункт в том же законопроекте, запрещающий ввоз ирландского скота в Англию, пагубную меру, продвигаемую герцогом Бекингемом, и он снова выступил против законопроекта, внесенного с этой целью в январе 1667 года, хотя и безуспешно. В том же году его военно-морские счета были подвергнуты проверке вследствие его возмущенного отказа принять участие в атаке на герцога Ормонда; и он был отстранен от должности в 1668 году, однако никаких обвинений против него не было доказано. Он принял видное участие в споре в 1671 году между двумя палатами относительно права лордов вносить поправки в финансовые законопроекты и написал ученый памфлет по этому вопросу под названием «Привилегии палаты лордов и общин» (1702), в котором утверждалось право лордов. В апреле 1673 года он был назначен лордом-хранителем малой печати и был разочарован тем, что не получил Большую печать в том же году при смещении лорда Шефтсбери.
В ожесточенных религиозных спорах того времени Англси проявил большую умеренность и терпимость. В 1674 году он упоминается как пытавшийся помешать судьям ввести в действие законы против римских католиков и нонконформистов. В панике «Папистского заговора» в 1678 году он проявил более здравое суждение, чем большинство его современников, и выдающееся мужество. 6 декабря он протестовал с тремя другими пэрами против меры, направленной из Палаты общин, принудительно разоружить всех осужденных непокорных и взять с них залог для поддержания мира; он был единственным пэром, который не согласился с предложением, объявляющим о существовании ирландского заговора; и хотя он верил в виновность и голосовал за смерть лорда Стаффорда, он, по его собственным словам, ходатайствовал перед королем за него, а также за адвоката Ричарда Лэнгхорна и Оливера Планкетта, римско-католического архиепископа Армы и примаса всей Ирландии.
Его независимое отношение вызвало на него нападки со стороны печально известного информатора Дэнджерфилда, а в Палате общин — со стороны Генерального прокурора сэра Уильяма Джонса, который обвинил его в попытке скрыть улики против католиков. В марте 1679 года он протестовал против второго чтения законопроекта об ущемлении прав графа Дэнби.
В 1681 году граф Англси написал "Письмо от почетного лица страны " в качестве возражения графу Каслхейвену, который опубликовал мемуары об ирландском восстании, защищая действия ирландцев и римских католиков. По мнению герцога Ормонда, граф Англси осудил свое поведение и поведение Карла I, заключившего «прекращение», и герцог вынес этот вопрос на рассмотрение совета. К тому времени Англси разочаровался в эффективности Совета, горько жалуясь, что советники остаются в неведении относительно того, что происходит между королем и государственными секретарями. В 1682 году он написал «Отчет Артура, графа Англси… об истинном состоянии правительства и королевства Вашего Величества», который был адресован королю в тоне порицания и протеста, но, по-видимому, не был напечатан до 1694 года. В результате 9 августа 1682 года он был уволен с должности лорда-хранителя Малой печати.
В 1683 году Англси появился в Олд-Бейли в качестве свидетеля в защиту лорда Рассела, а в июне 1685 года он в одиночку протестовал против пересмотра решения об опале лорда Стаффорда. Он делил свое время между своим поместьем в Блечингдоне в Оксфордшире и своим домом на Друри-Лейн в Лондоне, где он умер в 1686 году от ангины, завершив карьеру, отмеченную большими способностями, государственной мудростью и деловыми способностями, а также выдающимся мужеством и независимостью суждений. Он накопил большое состояние в Ирландии, в стране, где ему были выделены земли Кромвелем. После его смерти его библиотека книг считалась крупнейшей английской библиотекой, не находившейся в руках духовенства. Он был похоронен в Фарнборо, графство Хэмпшир.

## Труды
- A True Account of the Whole Proceedings betwixt … the Duke of Ormond and … the Earl of Anglesey (1682)[9]
- A Letter of Remarks upon Jovian (1683)[9]
- The King’s Right of Indulgence in Matters Spiritual … asserted (1688)[9]
- Truth Unveiled, to which is added a short Treatise on … Transubstantiation (1676)[9]
- The Obligation resulting from the Oath of Supremacy (1688)[9]
- England’s Confusion (1659)[9]
- Reflections on a Discourse concerning Transubstantiation[11]

Мемуары лорда Англси были опубликованы сэром П. Петтом в 1693 году, но содержали мало биографической информации и были отвергнуты как простой обман сэром Джоном Томпсоном, его зятем, в его предисловии к «Состоянию правительства» лорда Англси в 1694 году. Однако автор предисловия к «Правам лордов» утверждал (1702), хотя и осуждал их публикацию как «разрозненные и незаконченные работы», признавая их подлинность.

## Брак и наследство
24 апреля 1638 года в Актоне, Лондон, лорд Англси женился на Элизабет Олтем (9 января 1620 — январь 1698), дочери сэра Джеймса Олтема из Окси, Хартфордшир, барона казначейства, и его первой жены Маргарет Скиннер. У супругов было семь сыновей и шесть дочерей, в том числе:
- Джеймс Эннесли, 2-й граф Англси (1645 — 1 апреля 1690), ставший сын и преемник отца. Был женат с 1669 года на Элизабет Меннерс, дочери Джона Меннерса, 8-го графа Ратленда, и Фрэнсис Монтегю
- Олтем Эннесли, 1-й барон Олтем (1650 — 26 апреля 1699)
- Ричард Эннесли, 3-й барон Олтем (ок. 1655 — 19 ноября 1701), декан Эксетера. Был женат на Дороти, дочери Джона Дэйви из Раксфорда, Девон.
- Артур Эннесли
- Чарльз Эннесли, который женился на Маргарет Эйр
- Дороти Эннесли, в 1654 году она вышла замуж за Ричарда Пауэра, 1-го графа Тирона (1630—1690)
- Элизабет Эннесли (? — 4 сентября 1672), в 1665 году она вышла замуж за Александра Макдоннелла, 3-го графа Антрима (1615—1699)
- Фрэнсис Эннесли (ок. 1648 ? — 3 марта 1704/1705), она вышла замуж в первый раз за Фрэнсиса Уиндема из Фелбригга, Норфолк, а во второй раз (в 1668 г.) за Джона Томпсона, 1-го барона Хавершема
- Филиппа Эннесли (? — 1714/1715), она вышла замуж в первый раз за Чарльза Мохуна, 3-го барона Мохуна, а во второй раз за Уильяма Коварда из Уэллса, Сомерсет
- Энн Эннесли, она вышла замуж за сэра Фрэнсиса Уингейта из Харлингтон-Грейндж, Харлингтон. Последний арестовал Джона Беньяна и посадил его в тюрьму.